# División Intermedia 1935
La División Intermedia 1935, fue la décima edición de este torneo que constituía como tercera categoría a partir de ese año en el Perú (debido a la creación de la Primera B). Se dieron dos cupos para ascender a la Primera División Unificada de Lima y Callao 1936.
El torneo fue jugado por 19 equipos provenientes de Lima, Rímac y Balnearios. Circolo Sportivo Italiano, que debió ser el equipo 20 al terminar último en la Primera División de 1934, decidió desafiliarse de la Federación Peruana de Fútbol.
El campeón fue Atlético Córdoba y junto al subcampeón Centro Deportivo Municipal (que antes del torneo compró la categoría al club Mauricio Labrousse) lograron ascender a la Primera División Unificada de Lima y Callao 1936.

## Equipos participantes
- Atlético Córdoba - Campeón y asciende a la Primera División Unificada de Lima y Callao 1936
- Deportivo Municipal - Subcampeón y asciende a la Primera División Unificada de Lima y Callao 1936
- Alianza Limoncillo
- Alianza Cóndor
- Miguel Grau
- Juventud Gloria
- Santiago Barranco
- Sport Inca
- Atlético Peruano
- Huáscar Barranco
- Unión Lazo
- Intelectual Raymondi
- Unión América
- Sportivo Uruguay
- Sportivo Unión
- Porvenir Miraflores
- Sport San Jacinto
- Asociación Deportiva Tarapacá
- Independencia Miraflores